# Dromococcyx
Dromococcyx Wied-Neuwied, 1832 è un genere di uccelli cuculiformi della famiglia Cuculidae.

## Tassonomia
Questo genere è suddiviso in due specie:
- Dromococcyx phasianellus - Cuculo corridore fagiano o Cuculo fagiano
- Dromococcyx pavoninus - Cuculo corridore pavonino o Cuculo pavonino